# (9566) Rykhlova
(9566) Rykhlova (1987 SX17) – planetoida z pasa głównego asteroid okrążająca Słońce w ciągu 3,63 lat w średniej odległości 2,36 j.a. Odkryta 18 września 1987 roku.